# LOVB Salt Lake 2025
Questa voce raccoglie le informazioni riguardanti la LOVB Salt Lake nella stagione 2025.

## Stagione
La LOVB Salt Lake partecipa per la prima volta alla League One Volleyball, classificandosi quarta in regular season: viene poi eliminata ai quarti di finale dei play-off scudetto, sconfitta dalla LOVB Austin.
Nella LOVB Classic, dopo aver perso contro la LOVB Austin ai quarti di finale, si aggiudica la finale per il quinto posto contro la LOVB Madison.

## Organigramma societario
Area direttiva
- Presidente: LOVB

Area tecnica
- Allenatore: Tamari Miyashiro
- Assistente allenatore: Bruno Château

## Rosa
| N° | Nome               | Ruolo | Data di nascita   | Nazionalità sportiva |
| -- | ------------------ | ----- | ----------------- | -------------------- |
| 1  | Jordyn Poulter     | P     | 31 luglio 1997    | Stati Uniti          |
| 2  | Tamaki Matsui      | P     | 10 gennaio 1998   | Giappone             |
| 3  | Morgan Beck        | S     | 30 marzo 1987     | Stati Uniti          |
| 4  | Madeline Haynes    | S     | 10 febbraio 1998  | Stati Uniti          |
| 5  | Skylar Fields      | O     | 17 febbraio 2001  | Stati Uniti          |
| 6  | TeTori Dixon       | C     | 4 agosto 1992     | Stati Uniti          |
| 7  | Sophie Fischer     | C     | 12 settembre 2001 | Stati Uniti          |
| 11 | Serena Gray        | C     | 21 gennaio 2000   | Stati Uniti          |
| 12 | Veronica Jones     | S     | 20 gennaio 1997   | Stati Uniti          |
| 15 | Haleigh Washington | C     | 22 settembre 1995 | Stati Uniti          |
| 16 | Manami Kojima      | L     | 7 novembre 1994   | Giappone             |
| 17 | Danielle Barton    | S     | 2 febbraio 1999   | Stati Uniti          |
| 18 | Mary Lake          | L     | 16 settembre 1998 | Stati Uniti          |
| 21 | Claire Hoffman     | S     | 24 febbraio 2000  | Stati Uniti          |
| 33 | Heidy Casanova     | O     | 6 novembre 1998   | Cuba                 |

## Mercato
| Acquisti | Acquisti           | Acquisti           | Acquisti   |
| R.       | Nome               | da                 | Modalità   |
| -------- | ------------------ | ------------------ | ---------- |
| S        | Danielle Barton    | Athletes Unlimited | definitivo |
| S        | Morgan Beck        | -                  | definitivo |
| O        | Heidy Casanova     | Athletes Unlimited | definitivo |
| C        | TeTori Dixon       | Athletes Unlimited | definitivo |
| O        | Skylar Fields      | Orlando Valkyries  | definitivo |
| C        | Sophie Fischer     | Georgia            | definitivo |
| C        | Serena Gray        | Béziers            | definitivo |
| S        | Madeline Haynes    | Neuchâtel          | definitivo |
| S        | Claire Hoffman     | Athletes Unlimited | definitivo |
| S        | Veronica Jones     | Rio de Janeiro     | definitivo |
| L        | Manami Kojima      | Athletes Unlimited | definitivo |
| L        | Mary Lake          | Athletes Unlimited | definitivo |
| P        | Tamaki Matsui      | Amavolei           | definitivo |
| P        | Jordyn Poulter     | -                  | definitivo |
| C        | Haleigh Washington | Savino Del Bene    | definitivo |

| Cessioni | Cessioni | Cessioni | Cessioni |
| R. | Nome     | a        | Modalità |
| --- | -------- | -------- | -------- |
| Non sono avvenuti movimenti di mercato in uscita prima dell'annata perché la società non era attiva nella stagione precedente |          |          |          |

## Risultati

### LOVB

#### Regular season
| 8 gennaio 2025 Gateway Center Arena, College Park      | LOVB Atlanta   | 1 - 3 | LOVB Salt Lake | 22-25, 25-27, 25-21, 21-25        |
| 17 gennaio 2025 Wisconsin Field House, Madison         | LOVB Madison   | 3 - 2 | LOVB Salt Lake | 26-24, 19-25, 25-19, 16-25, 15-13 |
| 18 gennaio 2025 Wisconsin Field House, Madison         | LOVB Salt Lake | 1 - 3 | LOVB Houston   | 9-25, 16-25, 27-25, 12-25         |
| 22 gennaio 2025 Bruin Arena, Taylorsville              | LOVB Salt Lake | 3 - 1 | LOVB Houston   | 22-25, 25-15, 26-24, 25-19        |
| 31 gennaio 2025 Gateway Center Arena, College Park     | LOVB Atlanta   | 3 - 0 | LOVB Salt Lake | 25-22, 25-22, 25-20               |
| 1º febbraio 2025 Gateway Center Arena, College Park    | LOVB Salt Lake | 3 - 2 | LOVB Austin    | 22-25, 25-19, 20-25, 27-25, 15-12 |
| 7 febbraio 2025 Maverik Center, West Valley City       | LOVB Salt Lake | 1 - 3 | LOVB Atlanta   | 20-25, 25-23, 18-25, 18-25        |
| 8 febbraio 2025 Maverik Center, West Valley City       | LOVB Salt Lake | 2 - 3 | LOVB Omaha     | 17-25, 21-25, 25-18, 25-19, 12-15 |
| 20 febbraio 2025 Fort Bend Epicenter, Cedar Park       | LOVB Austin    | 3 - 1 | LOVB Salt Lake | 25-21, 25-22, 21-25, 25-21        |
| 27 febbraio 2025 Fort Bend Epicenter, Rosenberg        | LOVB Houston   | 0 - 3 | LOVB Salt Lake | 17-25, 21-25, 21-25               |
| 6 marzo 2025 Liberty First Credit Union Arena, Ralston | LOVB Omaha     | 1 - 3 | LOVB Salt Lake | 25-16, 23-25, 23-25, 19-25        |
| 15 marzo 2025 Fort Bend Epicenter, Rosenberg           | LOVB Atlanta   | 3 - 2 | LOVB Salt Lake | 25-17, 23-25, 25-18, 23-25, 15-11 |
| 20 marzo 2025 Bruin Arena, Taylorsville                | LOVB Salt Lake | 2 - 3 | LOVB Madison   | 25-20, 15-25, 25-17, 30-32, 7-15  |
| 29 marzo 2025 Strahan Arena, San Marcos                | LOVB Omaha     | 2 - 3 | LOVB Salt Lake | 26-24, 33-31, 19-25, 15-25, 11-15 |
| 4 aprile 2025 Bruin Arena, Taylorsville                | LOVB Salt Lake | 1 - 3 | LOVB Madison   | 24-26, 22-25, 25-21, 21-25        |
| 5 aprile 2025 Bruin Arena, Taylorsville                | LOVB Salt Lake | 3 - 2 | LOVB Austin    | 18-25, 25-16, 23-25, 25-17, 15-13 |

#### Play-off
| Quarti di finale - 10 aprile 2025 KFC Yum! Center, Louisville | LOVB Salt Lake | 2 - 3 | LOVB Austin | 26-24, 26-24, 25-27, 23-25, 16-18 |

### LOVB Classic
| Quarti di finale - 14 febbraio 2025 Municipal Auditorium, Kansas City | LOVB Salt Lake | 1 - 3 | LOVB Austin  | 24-26, 14-25, 25-19, 22-25 |
| Finale 5º posto - 16 febbraio 2025 Municipal Auditorium, Kansas City  | LOVB Salt Lake | 3 - 1 | LOVB Madison | 17-25, 25-21, 25-19, 25-17 |

## Statistiche

### Statistiche di squadra
| Competizione | Punti | In casa | In casa | In casa | In trasferta | In trasferta | In trasferta | Campo neutro | Campo neutro | Campo neutro | Totale | Totale | Totale |
| Competizione | Punti | G       | V       | P       | G            | V            | P            | G            | V            | P            | G      | V      | P      |
| ------------ | ----- | ------- | ------- | ------- | ------------ | ------------ | ------------ | ------------ | ------------ | ------------ | ------ | ------ | ------ |
| LOVB         | -     | 6       | 2       | 4       | 6            | 3            | 3            | 5            | 2            | 3            | 17     | 7      | 10     |
| LOVB Classic | -     | -       | -       | -       | -            | -            | -            | 2            | 1            | 1            | 2      | 1      | 1      |
| Totale       | -     | 6       | 2       | 4       | 6            | 3            | 3            | 7            | 3            | 4            | 19     | 8      | 11     |

G = partite giocate; V = partite vinte; P = partite perse

### Statistiche dei giocatori
| Giocatrice    | LOVB | LOVB | LOVB | LOVB | LOVB | LOVB Classic | LOVB Classic | LOVB Classic | LOVB Classic | LOVB Classic | Totale | Totale | Totale | Totale | Totale |
| Giocatrice    | P    | PT   | AV   | MV   | BV   | P            | PT           | AV           | MV           | BV           | P      | PT     | AV     | MV     | BV     |
| ------------- | ---- | ---- | ---- | ---- | ---- | ------------ | ------------ | ------------ | ------------ | ------------ | ------ | ------ | ------ | ------ | ------ |
| D. Barton     | 13   | 133  | 105  | 19   | 9    | 2            | 22           | 21           | 0            | 1            | 15     | 155    | 126    | 19     | 10     |
| M. Beck       | 0    | 0    | 0    | 0    | 0    | 0            | 0            | 0            | 0            | 0            | 0      | 0      | 0      | 0      | 0      |
| H. Casanova   | 17   | 156  | 142  | 10   | 4    | 2            | 14           | 12           | 1            | 1            | 19     | 170    | 154    | 11     | 5      |
| T. Dixon      | 16   | 114  | 70   | 37   | 7    | 2            | 13           | 10           | 3            | 0            | 18     | 127    | 80     | 40     | 7      |
| S. Fields     | 16   | 199  | 175  | 21   | 3    | 2            | 25           | 19           | 6            | 0            | 18     | 224    | 194    | 27     | 3      |
| S. Fischer    | 4    | 29   | 18   | 10   | 1    | 0            | 0            | 0            | 0            | 0            | 4      | 29     | 18     | 10     | 1      |
| S. Gray       | 9    | 83   | 62   | 16   | 5    | 2            | 17           | 13           | 3            | 1            | 11     | 100    | 75     | 19     | 6      |
| M. Haynes     | 10   | 29   | 26   | 2    | 1    | 2            | 21           | 18           | 3            | 0            | 12     | 50     | 44     | 5      | 1      |
| C. Hoffman    | 13   | 72   | 58   | 11   | 3    | 2            | 1            | 1            | 0            | 0            | 15     | 73     | 59     | 11     | 3      |
| V. Jones      | 17   | 258  | 217  | 24   | 17   | 2            | 15           | 13           | 2            | 0            | 19     | 273    | 230    | 26     | 17     |
| M. Kojima     | 15   | 0    | 0    | 0    | 0    | 2            | 0            | 0            | 0            | 0            | 17     | 0      | 0      | 0      | 0      |
| M. Lake       | 10   | 1    | 0    | 0    | 1    | 1            | 0            | 0            | 0            | 0            | 11     | 1      | 0      | 0      | 1      |
| T. Matsui     | 14   | 3    | 1    | 0    | 2    | 2            | 0            | 0            | 0            | 0            | 16     | 3      | 1      | 0      | 2      |
| J. Poulter    | 17   | 42   | 14   | 14   | 14   | 2            | 5            | 3            | 2            | 1            | 19     | 47     | 17     | 16     | 15     |
| H. Washington | 10   | 122  | 82   | 30   | 10   | 1            | 5            | 4            | 1            | 0            | 11     | 127    | 86     | 31     | 10     |